# 杉本良吉 (裁判官)
杉本 良吉（すぎもと りょうきち、1916年11月7日 - 2004年11月25日）は、日本の裁判官。
愛知県美和町出身。1940年東京帝国大学法学部卒業。大阪地裁、法務省勤務を経て、1963年東京地裁判事、1973年東京高裁判事を務め、1981年に退官。1982年大東文化大学教授、1987年には同学長に就任した。
2004年11月25日、心不全のため東京都内の病院で死去、88歳没。
東京地裁判事在任時の1970年、教科書検定の合憲性が争われた家永教科書裁判で検定不合格を憲法違反とした「杉本判決」を下した。行政事件訴訟法の立法担当者でもある。

## 主な裁判
- 東京地決昭和42年7月11日判時487号18頁（執行停止の決定が内閣総理大臣の異議（行訴27条）により取消された例）
- 東京地裁昭和44年1月25日判タ230号89頁（尹秀吉事件）
- 東京地判昭和44年3月11日判時551号3頁（八丈島事件国賠訴訟）
- 東京地判昭和44年7月8日判時560号6頁（日工展訴訟）
- 東京地判昭和45年7月17日判時604号29頁（第二次家永教科書事件1審）

## 著書
- 『行政事件訴訟法の解説』（法曹会、1967年）